# San Potito (Ovindoli)
San Potito è una frazione del comune di Ovindoli (AQ), in Abruzzo.

## Geografia fisica
Il borgo è situato a 1 094 m s.l.m. alle pendici dei monti della Magnola su un colle dominato dal Pizzo di Ovindoli (1 181 m s.l.m.). Nel territorio sottostante nelle località di piano dei Santi, colle Bernardo e Pago sono presenti dei siti d'interesse archeologico come i resti della villa romana di epoca imperiale.
Il territorio di San Potito ricade nell'area del parco naturale regionale Sirente-Velino.
Dista circa 1,8 chilometri dal capoluogo comunale.

## Storia

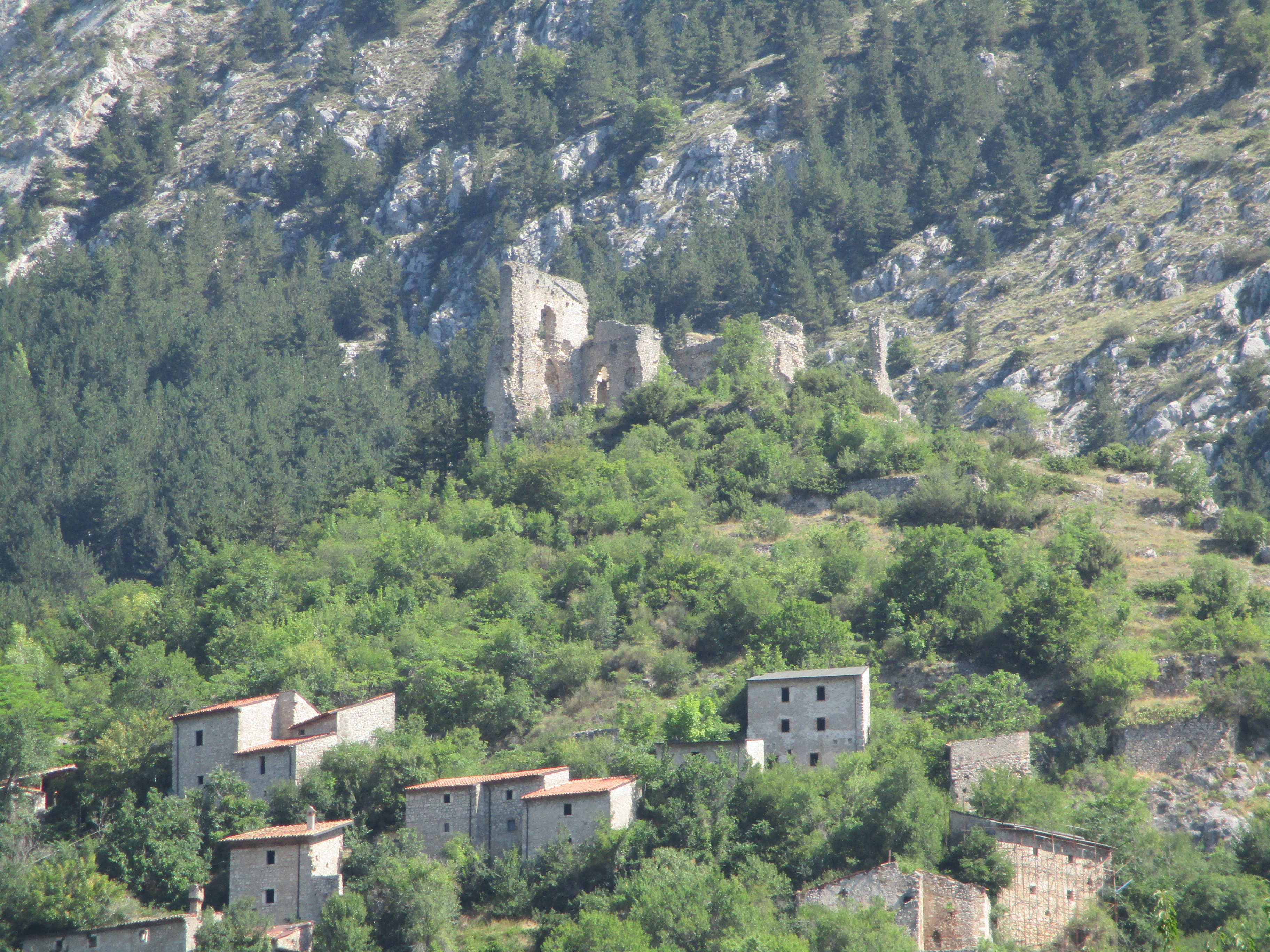
Ruderi del castello medievale

Nell'area di San Potito venne edificata la villa imperiale attribuita a Lucio Vero, risalente con ogni probabilità al I secolo d.C. in occasione dei lavori per il prosciugamento del sottostante lago Fucino. Attorno ad essa nel corso dei secoli successivi vennero costruiti i casali e i ricoveri degli abitanti del luogo. 
Nel 1073 Enrico figlio di Bonomo (o Buonuomo) donò all'abbazia di Farfa alcuni beni del patrimonio territoriale familiare, tra cui una porzione della riva del Fucino inclusi i diritti di pesca e di esazione delle tasse per i pescatori non residenti oltre alla sesta parte della chiesa di San Vittorino.
Nel 1074 e nel 1079 Bonomo e Nerino, signori del borgo, donarono all'abbazia farfense altri beni situati a valle e a monte come le chiese scomparse di San Potito e di Sant'Andrea.
Il borgo contemporaneo, posto in altura alle pendici del monte denominato "Pizzo di Ovindoli", venne costruito intorno al castello edificato tra l'XI e il XII secolo. La fortezza, di cui restano i ruderi, era circondata da mura e svolse un ruolo di controllo del territorio diventando un punto strategico per il successivo allineamento visivo con le strutture militari dell'area, in particolare con la torre di Santa Jona e con i castelli di Celano, Ovindoli e Rovere.
Il borgo è citato nelle bolle di Papa Pasquale II del 1115 e di Papa Clemente III del 1188.
Nel 1807 fu incluso nel governo di Celano fino a far parte dal 1811 del comune di Ovindoli insieme al limitrofo centro di Santa Jona. 
Nel censimento del 1868 a San Potito risultò una popolazione residente pari a 306 unità. Danneggiato gravemente dal terremoto della Marsica del 1915 venne gradualmente ricostruito. A cominciare dal secondo dopoguerra subì, come quasi tutti i centri dell'Abruzzo montano, il fenomeno dell'emigrazione.

## Monumenti e luoghi d'interesse

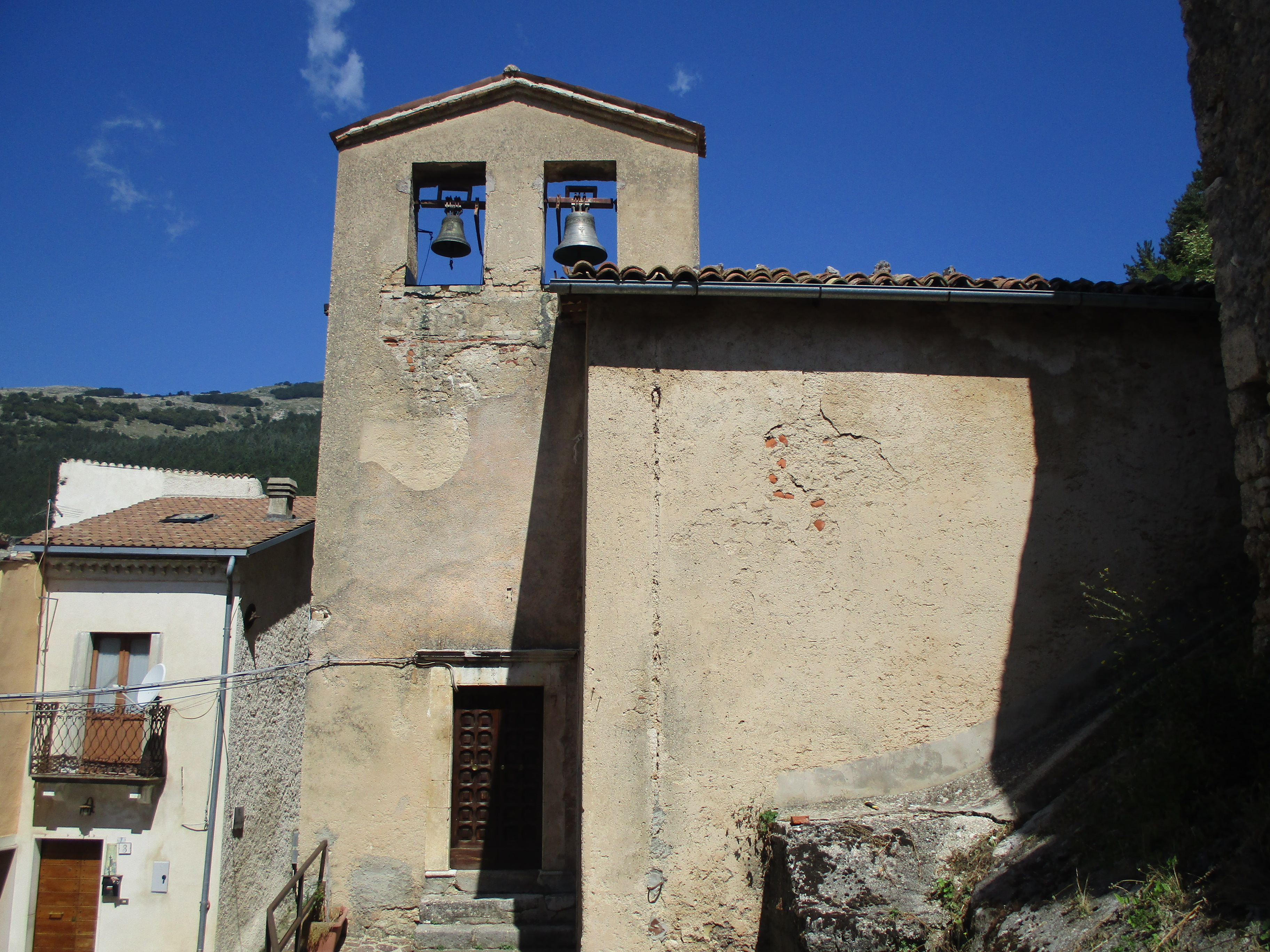
Chiesa della Madonna della Neve

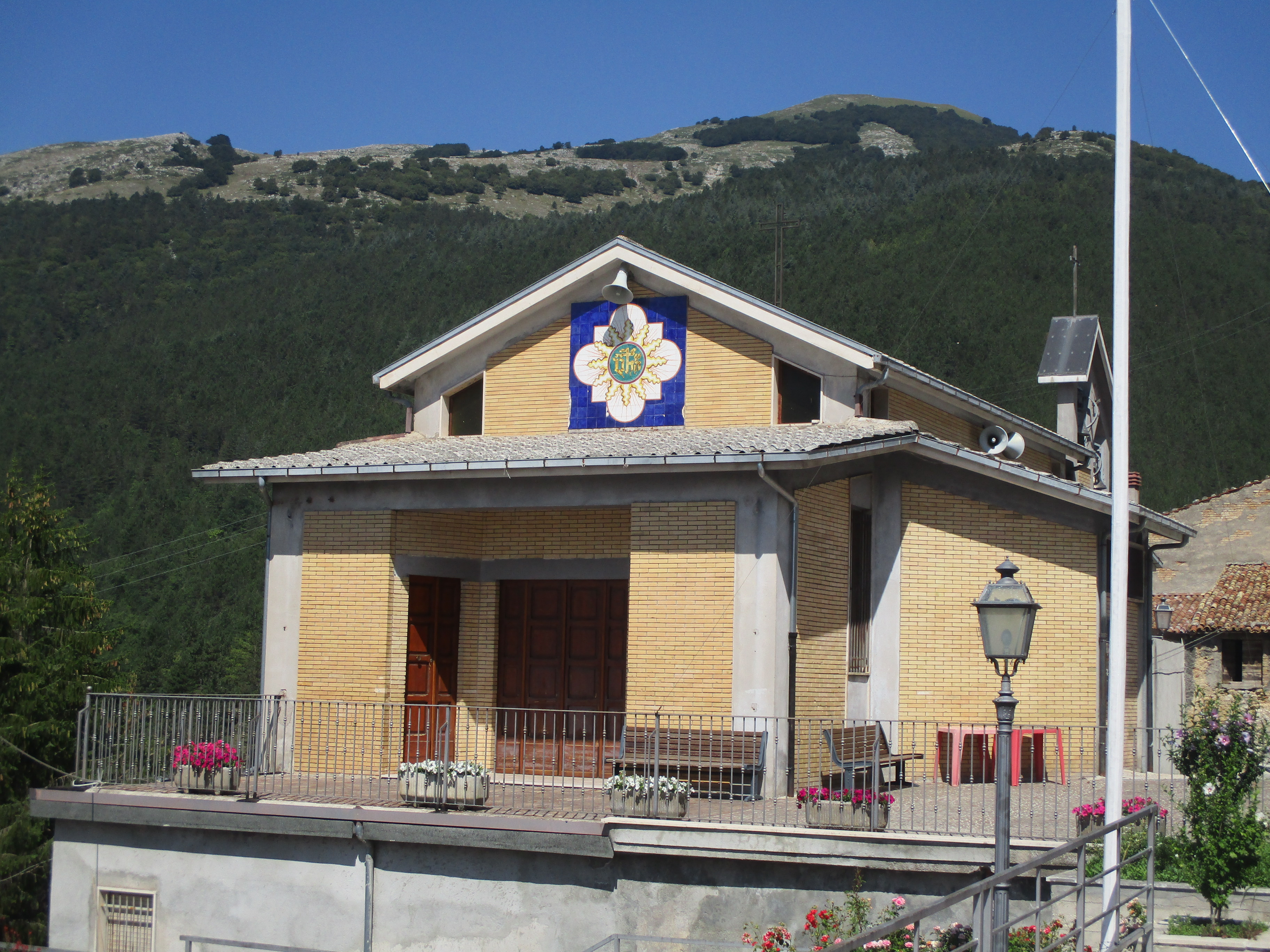
Chiesa del Santissimo Salvatore

### Architetture religiose
- Chiesa della Madonna della Neve, risalente al XIII secolo venne edificata appena fuori le mura del castello-recinto di San Potito. Danneggiata dal sisma del 1915 venne successivamente restaurata e dotata di un campanile a vela[13].
- Chiesa del Santissimo Salvatore, dedicata anche a san Potito, venne edificata alla fine degli anni sessanta[14].

### Architetture militari
Castello di San PotitoEdificato nell'XI secolo sul colle Antonino alle pendici del Pizzo di Ovindoli in un luogo strategico per il controllo delle vie di passaggio tra la Marsica fucense e l'altopiano delle Rocche risultò in collegamento visivo con il castello di Celano e la torre di Santa Jona con cui formò il sistema difensivo dell'area. Appartenuto nell'anno 1074 ai feudatari longobardi Nerino Bonomo e Bonomo di Erimanno passò sotto il controllo dei benedettini farfensi insieme alla sottostante chiesa intitolata a san Potito. Nel XIII secolo appartenne ai conti dei Marsi, detentori della contea di Celano. Abbandonato almeno dal periodo dell'eversione feudale e già in fase di avanzata decadenza subì gravi danni a causa del terremoto del 1915. Del castello dalla particolare forma a nido d'aquila restano i ruderi della torre e delle mura che lo circondavano integralmente.

### Siti archeologici

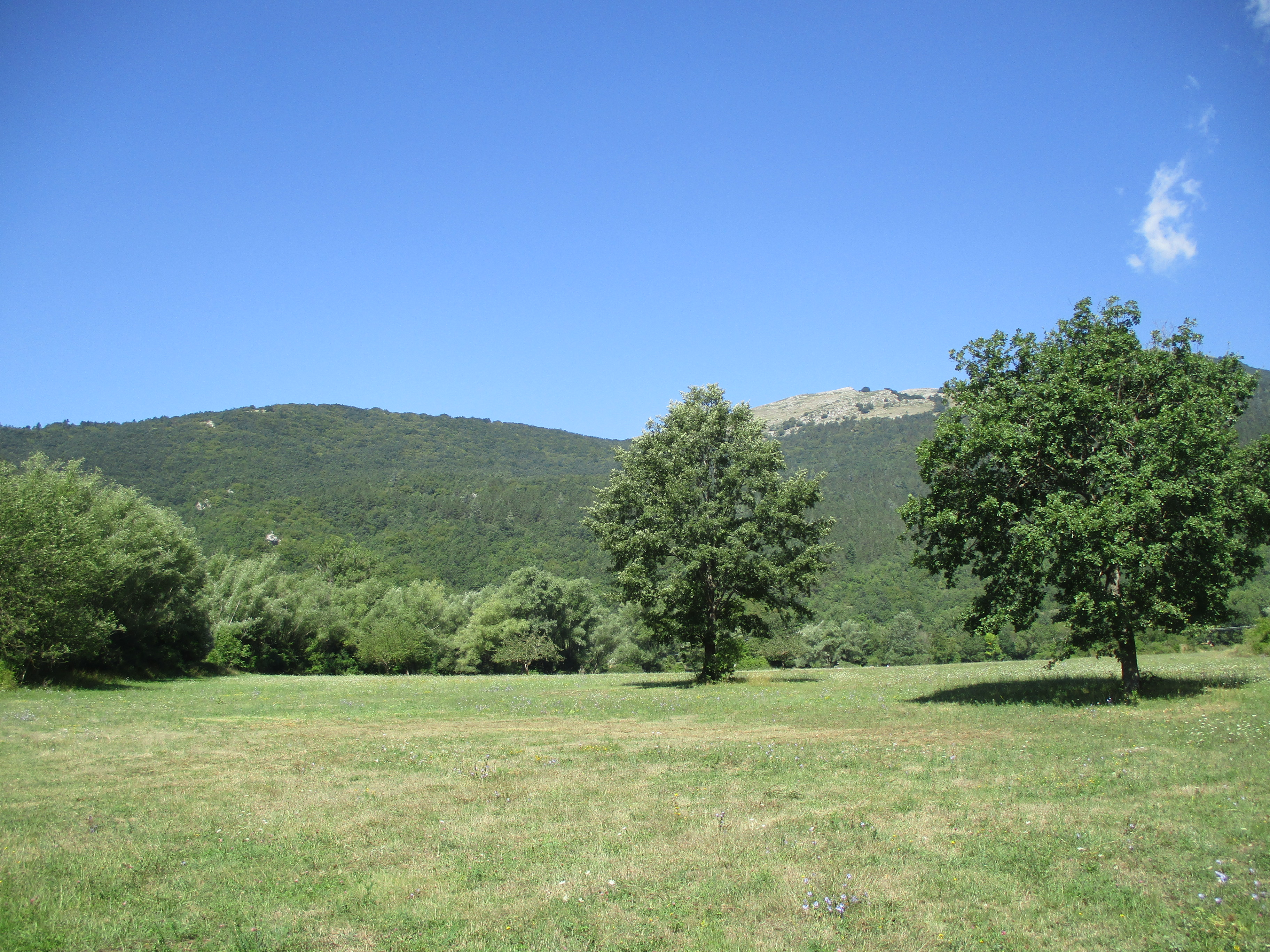
Il piano dei Santi

Villa imperialeI resti della villa romana di epoca imperiale attribuita a Lucio Vero sono situati in località Piano dei Santi. Gli scavi, effettuati a partire dal 1983, hanno riportato alla luce le tracce di quella che fu una grande villa, sorta nel I secolo d.C. a seguito dei lavori voluti dall'imperatore Claudio per il prosciugamento del sottostante lago Fucino attraverso la realizzazione di emissario e cunicoli. La villa era dotata di preziosi pavimenti a mosaico.
- In località Colle Bernardo, Cona di Corno, Pago e Piano dei Santi sono emersi, insieme ad altri reperti archeologici, i resti della domus di San Potito, che alcuni documenti medievali denominano "Abbazia"[20][21][22].
- Resti del Castrum Oretino in località Casalmartino tra Celano e Ovindoli[23].

### Aree naturali
- Sirente-Velino
- Parco naturale regionale Sirente-Velino
- Piano dei Santi
- Fonte Capo la Maina

## Società

### Tradizioni e folclore
Tra il 3 e il 5 agosto si svolgono annualmente le feste in onore di sant'Antonio di Padova e san Potito e la festa patronale della Madonna della Neve.

## Infrastrutture e trasporti

### Strade
La strada statale 696 del Parco Regionale Sirente-Velino collega la Marsica fucense all'altopiano delle Rocche e alla conca aquilana.